# فیل گلگر
فیل گلگر (انگلیسی: Phil Gallagher) یک هنرپیشه، صداپیشه و مجری تلویزیونی اهل بریتانیا است.
از فیلم‌ها یا مجموعه‌های تلویزیونی که وی در آن‌ها نقش داشته است می‌توان به مستر میکر اشاره نمود و بابت اجرای همین نقش، نامزدِ دریافتِ «جایزهٔ بفتای کودکان» در سال ۲۰۰۹ میلادی بود.